# 69.ª edición de los Premios Óscar
La 69.ª edición de los Óscar premió a las mejores películas de 1996. Organizada por la Academia de Artes y Ciencias Cinematográficas, tuvo lugar en el Shrine Auditorium de Los Ángeles (Estados Unidos) el 24 de marzo de 1997. Se entregaron premios en 24 categorías a las mejores películas del año 1996. La ceremonia fue televisada en Estados Unidos por la ABC, producida por Gil Cates y dirigida por Louis J. Horvitz. En esta entrega, Billy Crystal fue el presentador del evento. Tres semanas atrás, el 1 de marzo, en una ceremonia realizada en el Regent Beverly Wilshire Hotel de Beverly Hills, California, Helen Hunt presentó los premios de la Academia a los Logros Técnicos.
Con nueve premios, incluido el de mejor película, El paciente inglés venció en la mayor cantidad de categorías. Otras ganadoras fueron Fargo, con dos premios y Breathing Lessons: The Life and Work of Mark O'Brien, Dear Diary, Emma, Evita, The Ghost and the Darkness, Independence Day, Jerry Maguire, Kolya, The Nutty Professor, Quest, Shine, Sling Blade y When We Were Kings, con uno.

## Premios y nominaciones
El 11 de febrero de 1997, en el Samuel Goldwyn Theater de Beverly Hills, California, Robert Rehme, presidente de la Academia, y la actriz Mira Sorvino, anunciaron los nominados a los 69.° premios Óscar. El paciente inglés recibió un total de 12 nominaciones, seguida de Fargo y Shine con siete.
Los ganadores se dieron a conocer durante la ceremonia celebrada el 24 de marzo de 1997. Con El paciente inglés, Saul Zaentz se convirtió en la tercera persona en producir tres filmes ganadores del premio a la mejor película; previamente había producido One Flew Over the Cuckoo's Nest y Amadeus. También se convirtió en el séptimo individuo en recibir un Óscar y el premio en memoria de Irving G. Thalberg el mismo año. Frances McDormand, ganadora del premio a la mejor actriz, fue la primera persona en ganar el Óscar por un papel realizado en una película dirigida por su pareja. Por su parte, Rachel Portman fue la primera mujer en ganar el premio de la Academia a la mejor banda sonora por Emma.

## Ganadores
Los ganadores se muestran en negritas y en letras pequeñas se indican los presentadores.
| Óscar a la mejor película - The English Patient (El paciente inglés) – Saul Zaentz - Fargo – Ethan Coen - Jerry Maguire – James L. Brooks, Cameron Crowe, Laurence Mark y Richard Sakai - Secrets & Lies (Secretos y mentiras) – Simon Channing-Williams - Shine – Jane Scott Presentado por Al Pacino | Óscar a la mejor dirección - Anthony Minghella – The English Patient (El paciente inglés) - Joel Coen – Fargo - Miloš Forman – The People vs. Larry Flynt (El escándalo de Larry Flynt) - Mike Leigh – Secrets & Lies (Secretos y mentiras) - Scott Hicks – Shine Presentado por Mel Gibson |
| Óscar al mejor actor - Geoffrey Rush – Shine como David Helfgott - Tom Cruise – Jerry Maguire como Jerry Maguire - Ralph Fiennes – The English Patient (El paciente inglés) como László Almásy - Woody Harrelson – The People vs. Larry Flynt (El escándalo de Larry Flynt) como Larry Flynt - Billy Bob Thornton – Sling Blade (El otro lado de la vida) como Karl Childers Presentado por Susan Sarandon | Óscar a la mejor actriz - Frances McDormand – Fargo como Marge Gunderson - Brenda Blethyn – Secrets & Lies (Secretos y mentiras) como Cynthia Rose Purley - Diane Keaton – Marvin's Room (La habitación de Marvin) como Bessie - Kristin Scott Thomas – The English Patient (El paciente inglés) como Katharine Clifton - Emily Watson – Breaking the Waves (Rompiendo las olas) como Bess McNeill Presentado por Nicolas Cage |
| Óscar al mejor actor de reparto - Cuba Gooding, Jr. – Jerry Maguire como Rod Tidwell - William H. Macy – Fargo como Jerry Lundegaard - Armin Mueller-Stahl – Shine como Peter Helfgott - Edward Norton – Primal Fear (Las dos caras de la verdad) como Aaron Stampler - James Woods – Ghosts of Mississippi (Fantasmas del pasado) como Byron De La Beckwith Presentado por Mira Sorvino | Óscar a la mejor actriz de reparto - Juliette Binoche – The English Patient (El paciente inglés) como Hana - Joan Allen – The Crucible (El crisol) como Elizabeth Proctor - Lauren Bacall – The Mirror Has Two Faces (El amor tiene dos caras) como Hannah Morgan - Barbara Hershey – The Portrait of a Lady (Retrato de una dama) como Madame Serena Merle - Marianne Jean-Baptiste – Secrets & Lies (Secretos y mentiras) como Hortense Cumberbatch Presentado por Kevin Spacey |
| Óscar al mejor guion original - Fargo – Joel Coen e Ethan Coen - Jerry Maguire – Cameron Crowe - Lone Star – John Sayles - Secrets & Lies (Secretos y mentiras) – Mike Leigh - Shine – Jan Sardi y Scott Hicks Presentado por Jodie Foster | Óscar al mejor guion adaptado - Sling Blade (El otro lado de la vida) – Billy Bob Thornton basado enSome Folks Call It a Sling Blade de Billy Bob Thornton - The Crucible (El crisol) – Arthur Miller basado en Las brujas de Salem de Arthur Miller - El paciente inglés – Anthony Minghella basado enThe English Patient de Michael Ondaatje - Hamlet – Kenneth Branagh basado en Hamlet de William Shakespeare - Trainspotting – John Hodge basado en Trainspotting de Irvine Welsh Presentado por Jodie Foster |
| Óscar a la mejor película extranjera - Kolya (República Checa) en checo – Jan Svěrák - Kavkazskiy plennik (El prisionero de las montañas) (Rusia) en ruso - Sergei Bodrov - Le mille et une recettes du cuisinier amoureux (El chef enamorado) (Georgia) en francés, georgiano y ruso – Nana Djordjadze - Ridicule (Francia) en francés – Patrice Leconte - Søndagsengler (La otra cara del domingo) (Noruega) en noruego – Berit Nesheim Presentado por Jack Valenti y Kristin Scott Thomas                               | Óscar a la mejor canción original - "You Must Love Me" de Evita – Música por Andrew Lloyd Webber; Letra por Tim Rice - "I Finally Found Someone" de The Mirror Has Two Faces (El amor tiene dos caras) – Música y letra por Barbra Streisand, Marvin Hamlisch, Bryan Adams y Robert John "Mutt" Lange - "For the First Time" de One Fine Day (Un día inolvidable) – Música y letra por James Newton Howard, Jud J. Friedman y Allan Dennis Rich - "That Thing You Do!" de That Thing You Do! (The Wonders) – Música y letra por Adam Schlesinger - "Because You Loved Me" de Up Close & Personal (Íntimo y personal) – Música y letra por Diane Warren Presentado por Diane Keaton, Goldie Hawn y Bette Midler |
| Óscar al mejor documental largo - When We Were Kings – Leon Gast y David Sonenberg - The Line King: The Al Hirschfeld Story – Susan W. Dryfoos - Mandela – Jo Menell y Angus Gibson - Suzanne Farrell: Elusive Muse – Anne Belle y Deborah Dickson - Tell the Truth and Run: George Seldes and the American Press – Rick Goldsmith Presentado por Tommy Lee Jones y Will Smith | Óscar al mejor documental corto - Breathing Lessons: The Life and Work of Mark O'Brien – Jessica Yu - Cosmic Voyage – Jeffrey Marvin y Bayley Silleck - An Essay on Matisse – Perry Wolff - Special Effects: Anything Can Happen – Susanne Simpson y Ben Burtt - The Wild Bunch: An Album in Montage – Paul Seydor y Nick Redman Presentado por Tommy Lee Jones y Will Smith |
| Óscar al mejor cortometraje - Dear Diary – David Frankel y Barry Jossen - De tripas, corazón – Antonio Urrutia - Ernst & lyset – Kim Magnusson y Anders Thomas Jensen - Esposados – Juan Carlos Fresnadillo - Senza parole – Bernadette Carranza y Antonello De Leo Presentado por Chris Farley | Óscar al mejor cortometraje animado - Quest – Tyron Montgomery y Thomas Stellmach - Canhead – Timothy Hittle - La Salla – National Film Board of Canada - Richard Condie - Wat's Pig – Peter Lord Presentado por David Spade & Chris Farley |
| Óscar a la mejor banda sonora - Drama - The English Patient (El paciente inglés) – Gabriel Yared - Hamlet – Patrick Doyle - Michael Collins – Elliot Goldenthal - Shine – David Hirschfelder - Sleepers – John Williams Presentado por Gregory Hines | Óscar a la mejor banda sonora - Comedia o musical - Emma – Rachel Portman - The First Wives Club (El club de las primeras esposas) – Marc Shaiman - The Hunchback of Notre Dame (El jorobado de Notre Dame) – Alan Menken y Stephen Schwartz - James and the Giant Peach (James y el melocotón gigante) – Randy Newman - The Preacher's Wife (La mujer del predicador) – Hans Zimmer Presentado por Debbie Reynolds |
| Óscar a la mejor edición de sonido - The Ghost and the Darkness (Los demonios de la noche) – Bruce Stambler - Daylight (Daylight - Pánico en el túnel) – Richard L. Anderson y David A. Whittaker - Eraser – Alan Robert Murray y Bub Asman Presentado por Mike Judge | Óscar al mejor sonido - The English Patient (El paciente inglés) – Walter Murch, Mark Berger, David Parker y Chris Newman - Evita – Andy Nelson, Anna Behlmer y Ken Weston - Independence Day – Chris Carpenter, Bill W. Benton, Bob Beemer y Jeff Wexler - The Rock (La Roca) – Kevin O'Connell, Greg P. Russell y Keith A. Wester - Twister – Steve Maslow, Gregg Landaker, Kevin O'Connell y Geoffrey Patterson Presentado por Mike Judge |
| Óscar a la mejor dirección artística - The English Patient (El paciente inglés) – Dirección artística: Stuart Craig; Decoración del set: Stephenie McMillan - The Birdcage – Dirección artística: Bo Welch; Decoración del set: Cheryl Carasik - Evita – Dirección artística:Brian Morris; Decoración del set: Philippe Turlure - Hamlet – Dirección artística y decoración del set: Tim Harvey - Romeo + Juliet – Dirección artística: Catherine Martin; Decoración del set: Brigitte Broch Presentado por Sandra Bullock | Óscar a la mejor fotografía - The English Patient (El paciente inglés) – John Seale - Evita – Darius Khondji - Fargo – Roger Deakins - Fly Away Home (Volando libre) – Caleb Deschanel - Michael Collins – Chris Menges Presentado por Tim Robbins |
| Óscar al mejor maquillaje - The Nutty Professor (El profesor chiflado) – Rick Baker y David LeRoy Anderson - Ghosts of Mississippi (Fantasmas del pasado) – Matthew W. Mungle y Deborah La Mia Denaver - Star Trek: First Contact (Star Trek: primer contacto) – Michael Westmore, Scott Wheeler y Jake Garber Presentado por Courtney Love | Óscar al mejor diseño de vestuario - The English Patient (El paciente inglés) – Ann Roth - Angels and Insects (Ángeles e insectos) – Paul Brown - Hamlet – Alexandra Byrne - Emma – Ruth Myers - The Portrait of a Lady (Retrato de una dama) – Janet Patterson Presentado por Juliette Binoche |
| Óscar al mejor montaje - The English Patient (El paciente inglés) – Walter Murch - Evita – Gerry Hambling - Fargo – Roderick Jaynes - Jerry Maguire – Joe Hutshing - Shine – Pip Karmel Presentado por Nicole Kidman | Óscar a los mejores efectos visuales - Independence Day – Volker Engel, Douglas Smith, Clay Pinner y Joseph Viskocil - Dragonheart – Scott Squires, Phil Tippett, James Straus y Kit West - Twister – Stefen Fangmeier, John Frazier, Habib Zargarpour y Henry La Bounta Presentado por Jim Carrey |

- Óscar honorífico: Michael Kidd,[12] presentado por Julie Andrews.
- Premio en memoria de Irving Thalberg: Saul Zaentz,[8] presentado por Michael Douglas.

## In Memoriam
El tributo In Memoriam anual fue presentado por la actriz Angela Bassett y en él se rindió homenaje a las siguientes personas:
| - Jo Van Fleet - Tupac Shakur - Brigitte Helm - Dorothy Lamour - Stirling Silliphant - Saul Bass - Steve Tesich - Juliet Prowse - Joseph Biroc - Howard E. Rollins, Jr. - Jack Weston - Krzysztof Kieslowski - Fred Zinnemann | - Ben Johnson - Gene Nelson - Edward C. Carfagno - Joanne Dru - John Alton - Greer Garson - Albert R. Broccoli - Pandro S. Berman - Lew Ayres - Sheldon Leonard - Claudette Colbert - Marcello Mastroianni |

## Premios y nominaciones múltiples
| Película                                                 | Candidaturas | Premios |
| -------------------------------------------------------- | ------------ | ------- |
| The English Patient (El paciente inglés)                 | 12           | 9       |
| Fargo                                                    | 7            | 2       |
| Shine                                                    | 7            | 1       |
| Jerry Maguire                                            | 5            | 1       |
| Evita                                                    | 5            | 1       |
| Emma                                                     | 2            | 1       |
| Independence Day                                         | 2            | 1       |
| The Nutty Professor (El profesor chiflado)               | 1            | 1       |
| The Ghost and the Darkness (Los demonios de la noche)    | 1            | 1       |
| Kolya                                                    | 1            | 1       |
| Secrets & Lies (Secretos y mentiras)                     | 5            | 0       |
| Hamlet                                                   | 4            | 0       |
| The Crucible (El crisol)                                 | 2            | 0       |
| Ghosts of Mississippi (Fantasmas del pasado)             | 2            | 0       |
| The Mirror Has Two Faces (El amor tiene dos caras)       | 2            | 0       |
| Michael Collins                                          | 2            | 0       |
| The People vs. Larry Flynt (El escándalo de Larry Flynt) | 2            | 0       |
| The Portrait of a Lady (Retrato de una dama)             | 2            | 0       |
| Sling Blade (El otro lado de la vida)                    | 2            | 0       |
| Twister                                                  | 2            | 0       |